# Pseudoasymmetrie
Pseudoasymmetrie tritt bei Verbindungen auf, die am Pseudoasymmetriezentrum zwei unterschiedliche Substituenten sowie zwei enantiomorphe, chirale, aber zueinander spiegelbildliche Substituenten aufweisen. Der Begriff ist seit 1904 gebräuchlich. Heute wird in der Regel der Begriff der Pseudochiralität verwendet. Es existieren aber zwei optisch nicht aktive stereoisomere Mesoformen.
Ein Beispiel ist das Pentit Xylit:

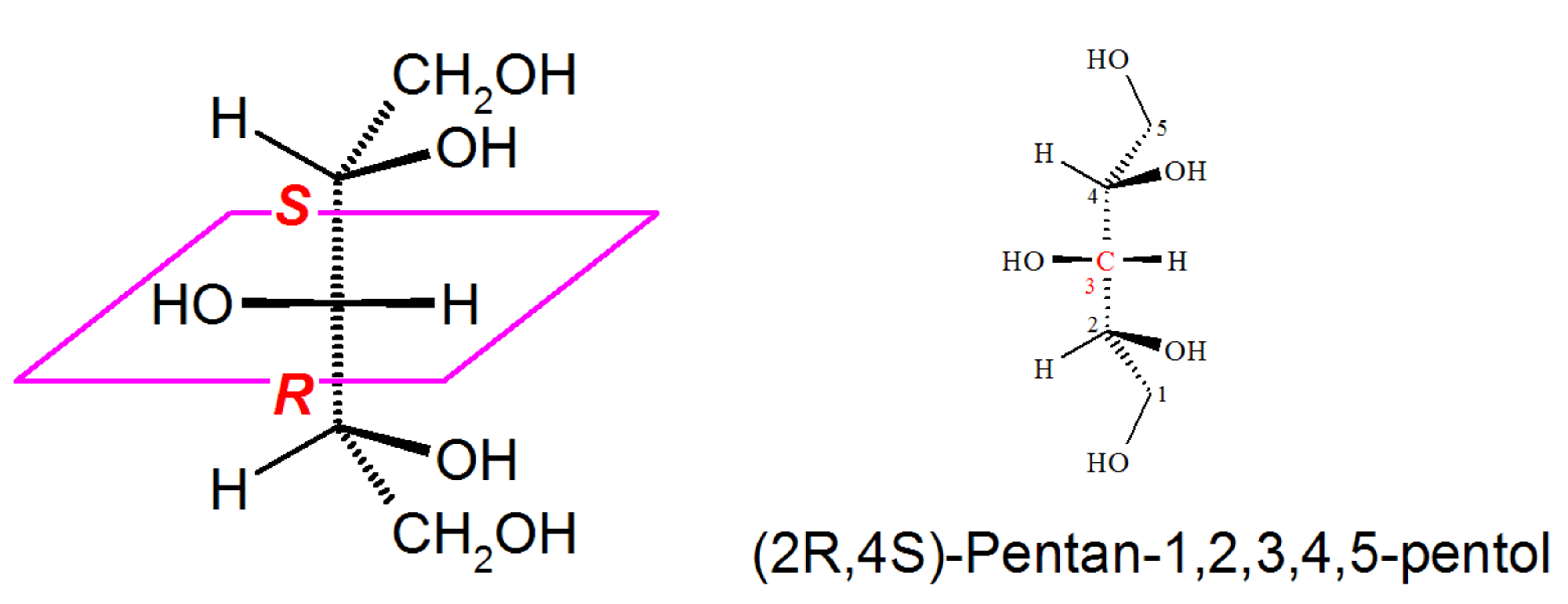

Das im angegebenen Molekül zentrale und rot markierte Kohlenstoffatom C-3 trägt vier verschiedene Substituenten. Nach den Regeln von Cahn, Ingold und Prelog ergibt sich folgende Prioritätsreihenfolge:
- erste Priorität: Hydroxy-,
- zweite Priorität: (R)-1,2-Dihydroxyethyl-,
- dritte Priorität: (S)-1,2-Dihydroxyethyl-,
- vierte Priorität: Wasserstoffatom.

Es ist festgelegt, dass der (R)-Konfiguration eines Substituenten (hier: 1,2-Dihydroxyethyl) eine höhere Priorität zukommt als der (S)-Konfiguration des gleichen Substituenten. Das abgebildete Molekül ist demnach am C-3 r-konfiguriert. Das Molekül ist dennoch nicht chiral, es ist pseudochiral. Pseudochirale Moleküle werden gemäß Cahn, Ingold und Prelog mittels der Deskriptoren r- und s- klassifiziert. Pseudochiralitätszentren erhöhen nicht die Anzahl der Enantiomeren, sondern der Mesoformen (bei den Pentiten Xylit und Adonit).